# غرش ببر (فیلم ۲۰۱۵)
غرش ببر (به انگلیسی: Pouncing tiger) فیلمی هندی محصول سال ۲۰۱۵ و به کارگردانی سوسنتیران است. در این فیلم بازیگرانی همچون ویشال، کجال آگاروال، سوری، ساموتیراکانی، آپوکوتی و نیکیتا تاکرال ایفای نقش کرده‌اند.